# Newfoundland (New Jersey)
Newfoundland (/njuːˈfaʊndlənd/) est une unincorporated community, située à la fois dans le canton de West Milford, dans le comté de Passaic, et dans le canton de Jefferson, dans le comté de Morris, dans le New Jersey, aux États-Unis. Elle est située le long de la Route 23 et est l'adresse postale de Green Pond (en), un lac privé dans le township Rockaway.
Newfoundland était une destination de villégiature populaire au début du XXe. Plusieurs hôtels de villégiature, dont le Brown's Hotel et l'Idylease Inn (en), dépendaient du chemin de fer pour faire venir les clients pendant la saison de villégiature. Le New Jersey Midland Railway (en) a développé la gare de Newfoundland (en) en 1872. Le New York, Susquehanna and Western Railway a assuré un service de transport de passagers jusqu'au 20e siècle et traverse toujours la région pour le transport de marchandises. Le film indépendant de 2003, The Station Agent, a été tourné en grande partie à Newfoundland, et la gare y est représentée. Newfoundland est également le siège d'un programme national de gestion des déchets alimentaires appelé AmpleHarvest.org. AmpleHarvest.org a été lancé en 2009 pour mettre fin à la faim et au gaspillage alimentaire en aidant des millions de jardiniers dans tout le pays à faire don de leur surplus de nourriture à des milliers de banques alimentaires locales. Le programme est né d'un programme local qui a commencé à donner la nourriture de son jardin communautaire à des banques alimentaires de Newfoundland et d'autres régions voisines. 

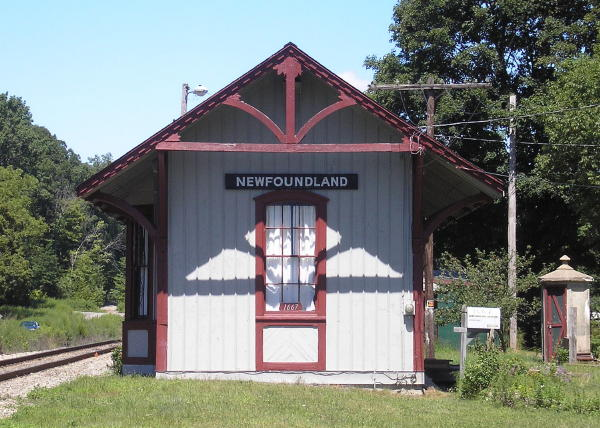
Gare de Newfoundland, utilisée pour le tournage du film The Station Agent en 2003. (41° 02′ 55″ N, 74° 26′ 40″ O)
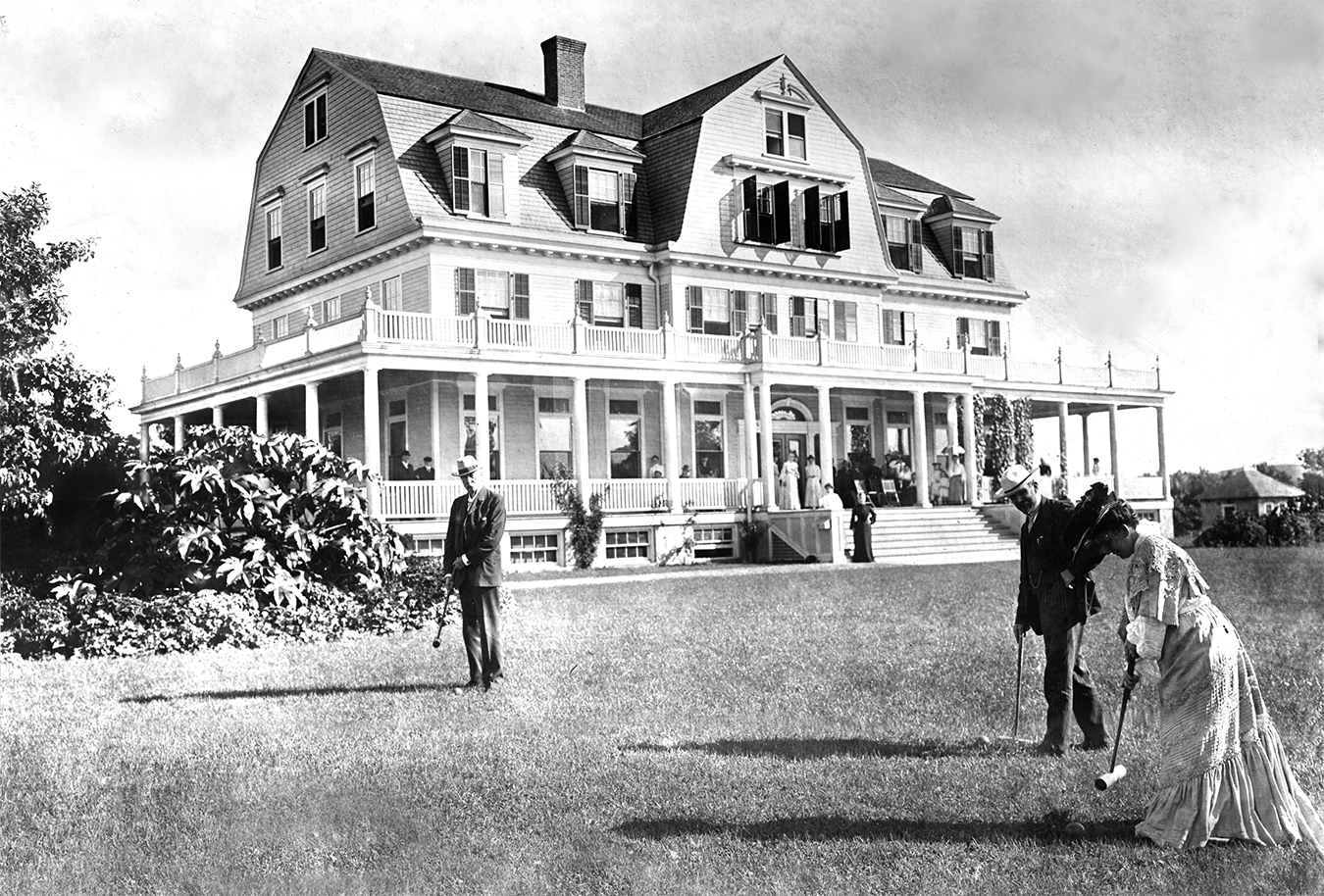
Idylease : un monument historique situé à Newfoundland.